# Хейнсий, Николас Старший
 Николас Хейнсий (Гейнзий, Гейнзиус) Старший (20 июля 1620, Лейден — 7 октября 1681, Гаага) — нидерландский филолог, историк, дипломат, библиофил и антиквар, писатель, исследователь европейских библиотек и владелец одной из самых больших частных библиотек в Европе своего времени. Сын Даниэла Хейнсия.

## Биография
Получил образование в Лейденском университете, в 1637 году написал получившую известность поэму на латыни «Breda expugnata». В 1642 году предпринял образовательную поездку в Англию, но был плохо там принят. В скором времени из-за ухудшения состояния здоровья отправился сначала в Спа, затем, когда здоровье восстановилось, — в Лёвен, Брюссель, Мехелен и Антверпен, а позже в Париж, где занимался изучением всех древних рукописей, к которым мог получить доступ. На некоторое время ездил во Флоренцию изучать произведения Овидия, побывал также в Лионе, Марселе, Пизе и Риме; в 1647 году некоторое время жил в Неаполе, откуда бежал во время правления Мазаньелло, позже жил в Венеции, Ливорно, Болонье и Падуе (в 1648 году), затем отправился в Милан, где работал в Амвросианской библиотеке, но был вынужден временно вернуться в Лейден из-за болезни отца.
В 1650 году по просьбе шведской королевы Кристины отправился к шведскому двору, где получил место заведующего греческим отделом королевской библиотеки, но из-за конфликта с Салмазием в связи с публикацией произведений Джона Мильтонав 1650году покинул Швецию, вернулся в Лейден, но в том же году вернулся в Стокгольм, а в 1651 году отправился в путешествие по Франции и Италии, где собирал старинные книги и монеты. После свержения Кристины в 1654 году окончательно ушёл со шведской службы и временно поселился в Антверпене, однако в том же году был назначен голландским послом в Стокгольме, а в 1656 году стал городским историком в Амстердаме. В 1660 году вновь отправился с дипломатической миссией в Швецию, в 1669 году был в составе миссий в Восточную Фрисландиюи Москву, в 1672 году — в Бремен. Имел двух детей от дочери лютеранского пастора, не состоявшей с ним в браке, которых признал после долгих тяжб только в 1665 году. С 1675 года жил в Вианине, но затем переехал в Гаагу, где прожил до конца жизни. В 1679 году на некоторое время приехал в Рим, где стал личным врачом Кристины.
Свои досуги Хейнсий посвящал изучению творчества древнеримских писателей, главным образом поэтов, многих из которых он издал со своими комментариями, на протяжении столетий признававшихся ценными. Таковы его издания Овидия, Клавдиана, Пруденция, Валерия Флакка, Силия Италика, Вергилия и других авторов. Хейнсий много работал над критикой текста римских писателей, результаты чего он изложил в своих «Adversaria». Он писал также латинские стихи («Poemata»); от него осталось и обширное эпистолярное наследие — переписка со многими известными учёными Европы его времени. Издание его стихов на латыни вышло в 1653 году. По состоянию на 1683 год — год выставления его имущества на аукцион — его библиотека насчитывала более 13000 книг.